# سیارک ۴۶۶۷
سیارک ۴۶۶۷ (به انگلیسی: 4667 Robbiesh، نامگذاری:1986VC) چهار هزار و ششصد و شصت و هفتمین سیارک کشف شده‌است که در ۴ نوامبر ۱۹۸۶ کشف شد.
قدر مطلق سیارک برابر ۱۲٫۸۰ است.